# Linh dương lam
Linh dương lam (trong tiếng Anh có tên là bluebuck hoặc blue antelope, danh pháp hai phần: Hippotragus leucophaeus), thỉnh thoảng cũng được gọi là blaubok, là 1 loài linh dương đã tuyệt chủng. Đây là loài động vật hữu nhũ lớn đầu tiên biến mất tại châu Phi trong thời kỳ lịch sử. Loài này có họ hàng gần với linh dương lang và linh dương đen Đông Phi, nhưng mảnh dẻ, nhỏ hơn cả hai loài họ hàng. Chúng sống ven biển phía tây nam đồng cỏ xavan Nam Phi, nhưng đã lan rộng hơn trong thời kỳ băng hà cuối cùng. Đây có thể là một loài ăn cỏ chọn lọc, ưa thích cỏ chất lượng cao.
Người châu Âu đã gặp loài linh dương này trong thế kỷ 17, nhưng chúng không phổ biến bởi sau đó. Người châu Âu săn bắt linh dương một cách say sưa, mặc dù thịt chúng khó ăn. Trong lúc đó, con người biến đổi môi trường sống của loài phục vụ canh tác nông nghiệp. Linh dương lam trở nên tuyệt chủng khoảng những năm 1800. Chỉ còn 4 mẫu vật được giữ lại, tại những bảo tàng ở Vienna, Stockholm, Paris, và Leiden, cùng một số xương và sừng tại nơi khác. Không mẫu nào trong số các mẫu vật bảo tàng cho thấy có màu xanh lam trên lông, màu sắc đó có thể bắt nguồn từ một hỗn hợp lông màu đen và màu vàng.

## Đặc tả

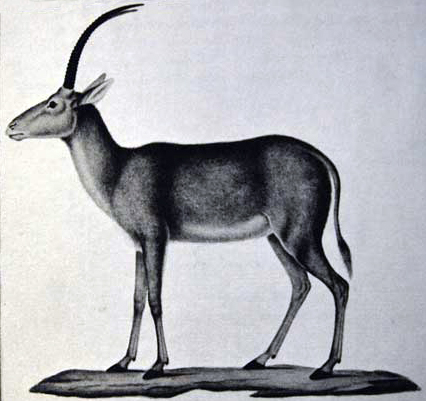
Hình vẽ năm 1781, tác giả Le Vaillant

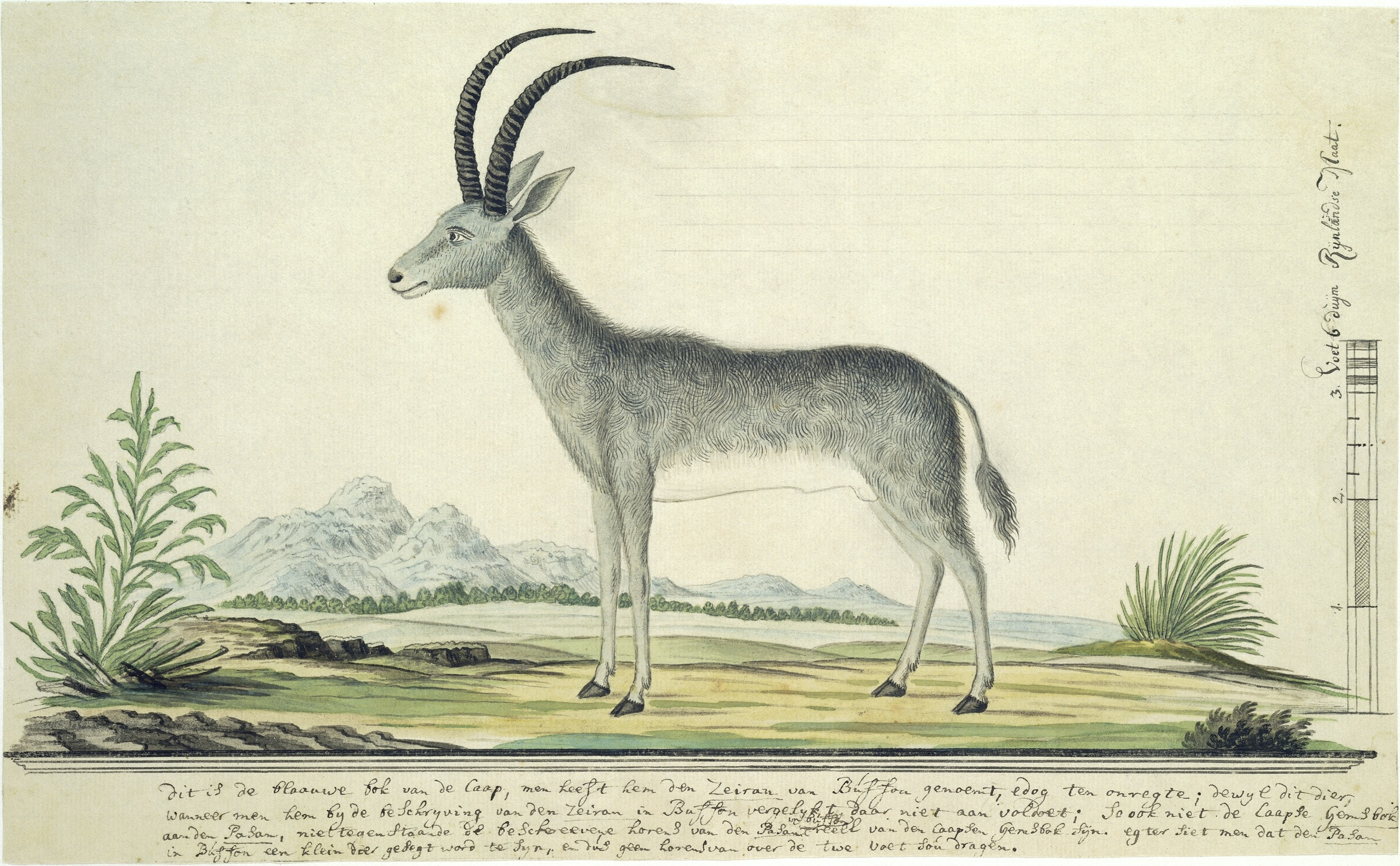
Hình vẽ chính xác nhất về linh dương xanh lam, tác giả Robert Jacob Gordon

Du khách thế kỷ XVIII cung cấp sự diễn tả mâu thuẫn của loài này, có lẽ vì một số đã được tôn tạo, trong khi số khác đã không thực sự nhìn thấy chúng và là tin đồn đơn giản nhắc lại - Peter Kolb trong năm 1719 mô tả không đúng về loài này, có râu và đuôi dài như loài dê, sừng thẳng giống như linh dương sừng thẳng, và tai ngắn. Họ đã gửi một số hộp sọ và da trở lại châu Âu. Năm 1967, Erna Mohr báo cáo 4 cá thể linh dương lam đang tồn tại tại có chiều cao bờ vai biến thiên từ 102 đến 116 cm (3,35 đến 3,81 ft). Linh dương lam trưởng thành hiếm khi vượt quá 160 kg (350 lb). Không mẫu nào trong số bốn mẫu vật bảo tàng trưng bày bất kỳ ánh xanh lam. Da sẫm màu hiện thị trên lông mỏng của con vật lớn tuổi, hoặc sự trộn lẫn lông đen và lông vàng, có thể tạo ra sắc xanh lam theo một số tác giả mô tả.
Tổng chiều dài linh dương lam là 250–300 cm (8,2–9,8 ft) ở con đực, và 230–280 cm (7,5–9,2 ft) ở con cái. Bờ vai cao khoảng 100–120 cm (3,3–3,9 ft). Hộp sọ dài khoảng 396 mm (15,6 in). Sừng dài khoảng 50–61 cm (20–24 in). Cân nặng 160 kg (350 lb).
Giống như hầu hết các loài linh dương, linh dương lam có sáu răng dọc theo má trong mỗi mặt hàm trên và dưới. Chúng hình thành hai chuỗi riêng biệt, ba răng tiền hàm trực tiếp nối với ba răng hàm. Số còn lại có thể được phân biệt với số răng của linh dương lang bằng răng hàm nhỏ và răng tiền hàm, và với linh dương đen bằng răng tiền hàm lớn hơn; một tỷ lệ chiều dài hàng răng cửa cao hơn chiều dài hàng răng hàm.
Linh dương lam là một loài linh dương lớn giống loài ngựa, nặng bằng một con ngựa Java hoặc ngựa nước Anh, nhưng nhỏ hơn so với linh dương lang hay linh dương đen Đông Phi. Tỷ lệ cơ thể cũng tương tự như linh dương lau sậy phía nam.
Loài có chiếc cổ tương đối dài, chắc khỏe với bờm kém phát triển, rất ngắn, chân dài màu trắng với dải tối phía trước, đuôi dài đến khuỷu chân sau, với một phất trần tối giống loài ngựa. Mõm dài. Lỗ tai dài giống như con lừa, màu hung đỏ và hẹp nhọn, không có búi lông đen như linh dương lang.
Sừng dài có hình thanh kiếm cong gắn trực tiếp trên viền mép mắt, mở rộng hướng lên tại gần như góc phải hộp sọ, và sau đó uốn cong nhẹ nhàng trở lại, không có bất kỳ đường xoắn hướng về phía vai. Cặp sừng có nhiều nếp gấp, với 20-35 vòng lên đến đỉnh sừng, so sánh với linh dương lang (20-50 vòng). Mặc dù sừng có cấu trúc nhẹ hơn so với linh dương lang và đen Đông Phi và nhỏ ngang nén về phía mặt trong. Cặp sừng cong ngược nhắc nhở học thuyết Jan van Riebeeck của dê núi châu Âu, và ông gọi đó là steinbok. Vẫn chưa chắc chắn tên này đã được sử dụng bao lâu, hoặc khi nó được đổi thành blaauwbok hoặc bluebuck.
Lông ngắn, bóng loáng có màu xanh lam sáng nhẹ đến xám - nhanh chóng nhạt dần sang màu xám hơi xanh sau khi chết. Bụng trắng nhạt màu, và không thực sự tương phản với màu sắc phần sườn. Trán và mõm trên có màu nâu, trở nên sáng hơn về phía má và môi trên. Có những mảng màu trắng riêng biệt ở phía trước mắt không trong phạm vi mõm trắng.
Linh dương đực tương đồng con bò khi lên 3 tuổi, sau đó chúng trở nên nhạt màu (gần như trắng) và phát triển lớn hơn, sừng cong hơn. Sừng bò cùng có chiều dài lớn hơn hoặc ít hơn, mặc dù mỏng hơn và nhỏ hơn 10-20%. Con non trẻ hơn hai tháng có màu nâu vàng sáng, không có hoặc rất khó phân biệt dấu hiệu.

## Phạm vi phân bố
Khi người châu Âu định cư tại Cape Colony trong thế kỷ 17 và 18, họ đã tìm thấy linh dương lam trên vùng đồng bằng ven biển các tỉnh phía tây nam Cape, phía đông dãy núi Hottentots Holland. Chúng không bao giờ rất phổ biến, có lẽ được giới hạn trong một khu vực đồng cỏ dưới 4 000 km² tại vùng tam giác hình thành bởi các thị trấn Caledon, Swellendam, và Bredasdorp, Nam Phi. Trung úy W.J. St. John cũng ghi nhận 'linh dương lang' có màu xám xanh tại Liebenbergsvlei (28º15'S, 28º29'E) gần Bethlehem tại tỉnh Free State ngày 28-29 tháng 7 năm 1853, cho rằng ông thực sự đã nhìn thấy những tàn tích cuối cùng của một quần thể sinh vật cổ còn sống sót linh dương lam.
Từ bằng chứng khảo cổ học và cổ sinh vật học, linh dương lam từng có một sự phân bố rộng hơn và phổ biến hơn trong giai đoạn đầu kỷ nguyên Holocene 10.000 năm về trước. Tại một thời điểm, loài có thể được tìm thấy trên các đồng bằng ven biển của tỉnh Cape từ vịnh Elands ở phía tây bắc đến Uniondale về phía đông. Các nhà nghiên cứu ở bảo tàng quốc gia tại Bloemfontein đã tìm thấy bức tranh đá của người San (Bushman) gần Ficksburg và Công viên Quốc gia cao nguyên Cổng Vàng, trong khi trầm tích từ thế Pleistocene (100 000 đến 10 000 năm về trước) xác nhận sự tồn tại hang động Rose Cottage gần Ladybrand.

## Môi trường sống

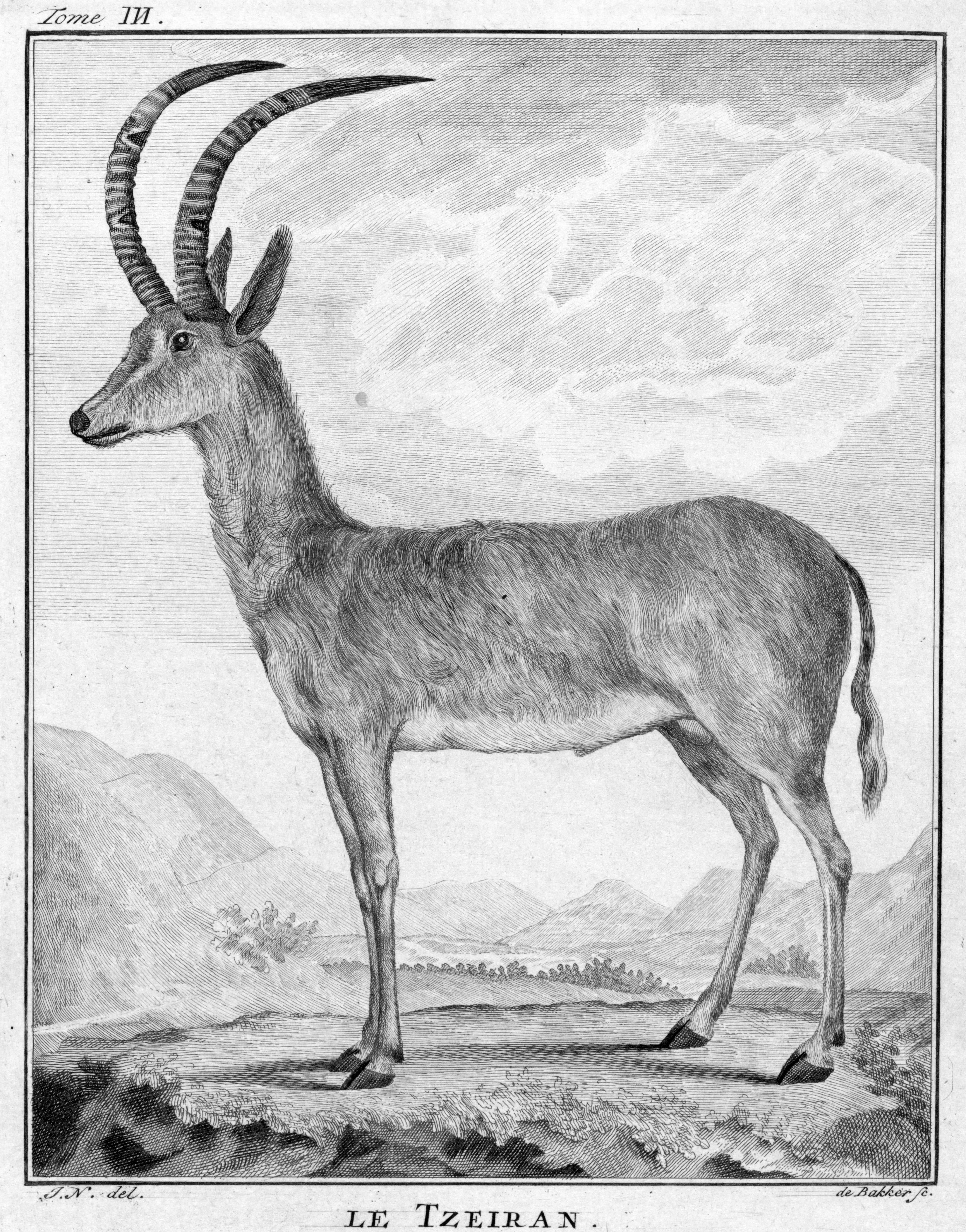
Hình vẽ linh dương lam năm 1778 của Allamand, dựa trên mẫu vật nhồi

Người khám phá sớm tìm thấy linh dương lam chỉ tại đồng cỏ cuộn với đồng lầy rộng lớn và khu vực thoáng có mọc cỏ búi lâu năm và ít cây bụi sườn đồi. Loài cũng được cho từng cư trú ở độ cao cao hơn, lên đến 2 400 m so với mực nước biển. Dễ bị hạn hán, nước là một nhu cầu môi trường sống cần thiết.
Chúng tránh khu vực cỏ ngắn và đất trồng cây, nơi hình thành tán cây dày hoặc cây bụi. Thay đổi môi trường sống, do đồng cỏ chăn thả quá mức dành cho loài khác, chẳng hạn như cừu, đã đe dọa loài này.

## Thức ăn
Giống như linh dương lang và linh dương đen Đông Phi, loài này phải uống nước hàng ngày. Nhiều linh dương khác có thể hút được hơi ẩm cần thiết từ thực vật ăn được và có thể di chuyển trong thời gian dài mà không cần uống.
Linh dương lam là một loài động vật gặm cỏ chọn lọc từ trung bình đến dài khoảng (từ 0,5 đến 1,5 m), cỏ búi lâu năm, chẳng hạn như cỏ đỏ chất lượng cao (Themeda triandra), cỏ ngọn giáo (Heteropogon contortus), cỏ trâu (Panicum spp.) và cỏ tình yêu (Eragrostis spp.). Không giống như hầu hết các loài linh dương khác, chúng đã không bị cỏ tươi thu hút đặc biệt, ngoại trừ trong mùa khô, khi chúng gặm cỏ trong thời gian ngắn dọc theo lạch thoát nước và vùng ngập lũ trên sự tăng trưởng lành sau vụ cháy hàng năm. Tuy nhiên, giống như hầu hết động vật ăn cỏ, linh dương lam cũng có thể ăn chồi non trong mùa khô.

## Tập tính

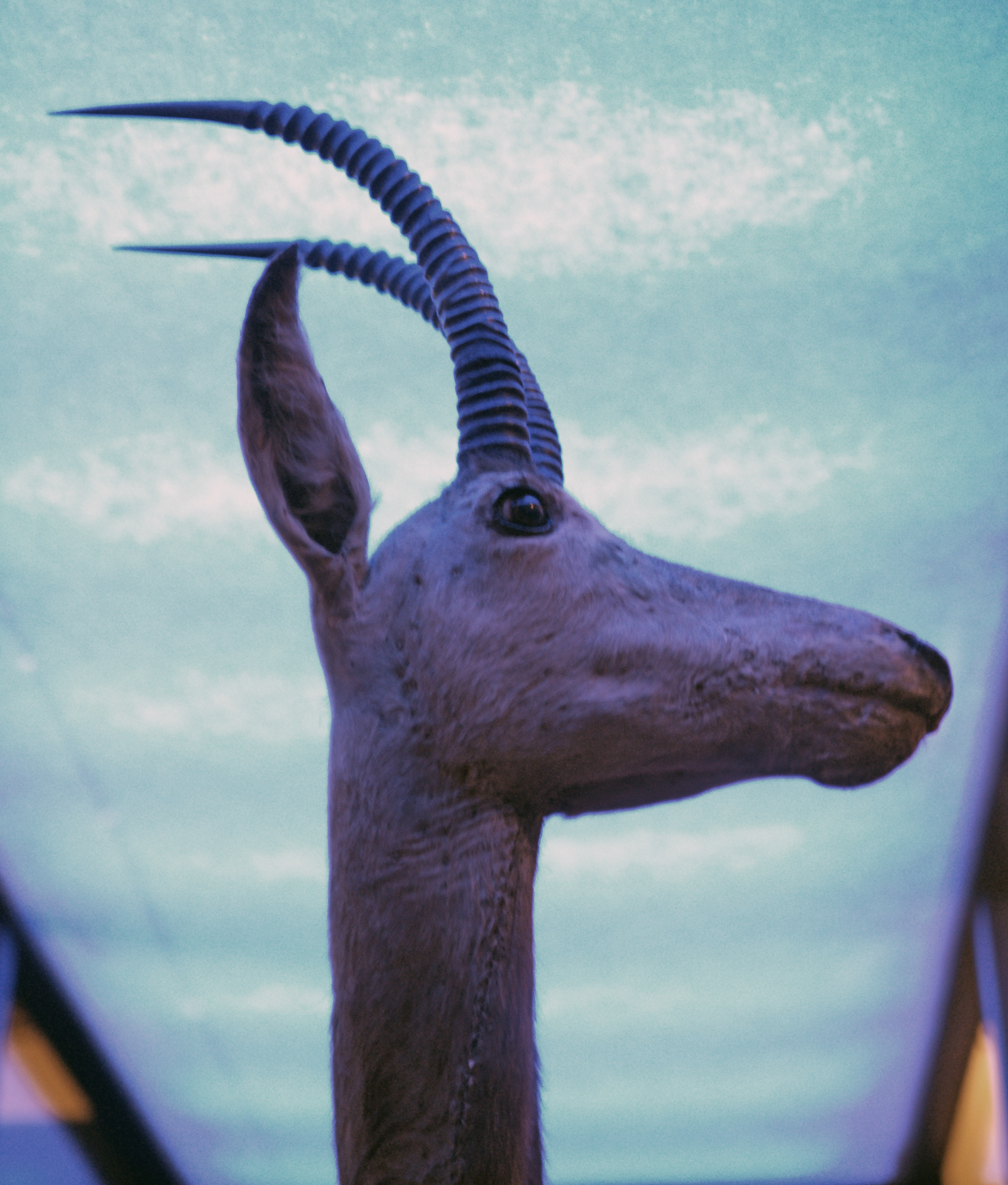
Phần đầu mẫu vật trưng bày tại Viên

Hầu hết các hoạt động của loài diễn ra trong suốt ngày, đặc biệt vào buổi sáng sớm và chiều muộn
Linh dương lam theo hệ thống lãnh thổ quy ước giữa các loài thuộc chi Hippotragini hoặc ' linh dương ngựa': con đực chiếm lãnh thổ, đàn con cái và con non, và đàn đơn thân được giữ tách biệt bởi các con đực chiếm lãnh thổ.
Linh dương lam và con non sống theo đàn nhỏ đến đàn trung bình từ 5 đến 20 cá thể, nhưng bầy đàn 35 đến 80 không phải bất thường. Chúng thường có mật độ thấp khoảng 4/km². Linh dương cái chia nhau chuỗi nơi ở truyền thống, trong đó bao gồm những vùng lãnh thổ của một số con đực, và chiếm đóng nó đến 30 năm. Ở mật độ rất thấp khi môi trường sống kém chất lượng, những con cái dao động trên toàn khu vực lớn hơn, và đi kèm cùng con đực tương tự. Trong trường hợp không có sức đề kháng bằng lãnh thổ láng giềng, bảo vệ không gian di động xung quanh hậu cung mà nó làm chủ.
Bởi vì loài này có sừng dài, nguy hiểm, có xu hướng hung hăng hơn so với những con linh dương mà con cái không có sừng. Ưu thế phân cấp dựa vào tuổi tác và sức mạnh cá thể đã duy trì mạnh mẽ ở cả hai giới. Đàn linh dương mẹ, bao gồm những con vật với phạm vi cùng một nơi ở, bị đóng cửa với bên ngoài. Thành viên bầy đàn giữ khỏi phạm vi sừng đối phương, bằng cách tăng các không gian riêng giữa chúng.
Thành phần đàn thay đổi hàng ngày và theo mùa; thành viên được chia thành các nhóm nhỏ trong mùa mưa, và tập trung thành các nhóm lớn hơn tại đồng cỏ có sẵn tốt nhất gần nguồn nước trong mùa khô. Nhóm dính kết nhất được duy trì bằng con non thuộc nhiều độ tuổi khác nhau, trong đó quần tụ quanh linh dương non nhỏ nhất và thường tụt lại phía sau đàn.
Con đực được chấp nhận trong đàn khi sinh cho đến 15-18 tháng tuổi, dài bất thường. Cho đến lúc đó, tương đồng với con cái đàn áp sự gây hấn từ con đực chiếm lãnh thổ. Linh dương đực gần trưởng thành bị đuổi khỏi bầy đàn, và nếu chúng không thoát khỏi một cách nhanh chóng, chúng sẽ bị giết. Sau đó, chúng gia nhập đàn đơn thân, nơi linh dương đực trẻ ở lại cho đến khi đạt 5 hay 6 tuổi, khi có đủ sức mạnh để bảo vệ lãnh thổ của mình
Linh dương đực trưởng thành sẽ giới thiệu sự hiện diện của mình và địa vị xã hội cao bằng cách đứng hay nằm một mình hay đi ra khỏi đàn, tại một nơi dễ thấy. Chúng đứng thẳng như một dấu hiệu tính trạng cao, và tự quảng bá nếu không được chỉ dẫn. Khi con khác tiếp cận đàn của nó, con có ưu thế sẽ đứng với chiếc cổ cong, đầu ngẩng cao, và tai cụp ngang. Trừ kẻ xâm nhập cho biết sự khuất phục bằng cách hạ thấp đầu, con linh dương đó dựng đôi tai của mình lên, và vẫy đuôi hoặc nhét nó vào giữa hai chân, một cuộc đấu sừng và cụng đầu sẽ diễn ra. Âm thanh phát ra là một tiếng thở thổi phì phì.

## Sinh sản
Một con non, có khối lượng khi sinh khoảng 12–14 kg, được sinh sau thai kỳ 268–281 ngày tại bất kỳ thời điểm nào trong năm, đỉnh điểm vào thời gian cuối mùa hè. Linh dương lam có khả năng sống đến 18 năm.

## Động vật ăn thịt
Linh dương non dễ bị tấn công bởi linh cẩu đốm (Crocuta crocuta), báo hoa (Panthera pardus) và chó hoang châu Phi (Lycaon pictus). Linh dương trưởng thành lớn và ghê gớm, có khả năng chống lại động vật ăn thịt tại khu vực có mật độ động vật ăn thịt thấp. Chúng đôi khi rơi vào tầm ngắm của sư tử (Panthera leo), nhưng thường bị tấn công một cách thận trọng. Thông thường, linh dương lam sẽ chạy trốn khỏi kẻ săn mồi, nhưng khi bị thương, một con sẽ nằm xuống, tốt nhất trong một đầm lầy, và bảo vệ bản thân bằng cặp sừng sắc nhọn của nó - góc sừng thể hiển đe dọa chỉ ra nó có ý định đâm ngang hoặc qua vai kẻ thù.

## Lịch sử và quần thể

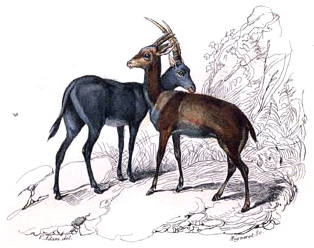
Minh họa linh dương lam và linh dương klipspringer từ năm 1851

Bluebuck hay linh dương xanh lam là loài có vú lớn châu Phi đầu tiên bị tuyệt chủng trong thời kỳ lịch sử
Một thời gian ngắn sau kỷ băng hà cuối cùng, khoảng 10 000 năm trước đây, linh dương lam đã phổ biến ở cực nam châu Phi, trong đó phần lớn được bao phủ bởi đồng cỏ. Phát hiện nhiều xương á hóa thạch chỉ ra một khu vực phân bố cũ từ vịnh Elands tại Tây Cape hiện tại đến khoảng 25°E tại Uniondale, cũng như ở phía đông Free State. Số linh dương lam giảm xuống khoảng 3 200-2 000 năm về trước, do sự thay đổi của đồng cỏ đến bụi rậm và rừng, khi khí hậu trở nên ấm áp hơn.
Chúng đã cho thấy sự sụt giảm mạnh khoảng 400 sau công nguyên, điều đó trùng hợp với sự du nhập động vật nuôi, đặc biệt là cừu, bởi con người vào khoảng thời gian đó. Cạnh tranh cỏ ăn với cừu, kết quả mất môi trường sống do chăn thả quá mức, và bệnh tật... có thể tất cả góp phần làm suy giảm quần thể linh dương lam. Sinh kế săn bắn cũng có thể đóng một vai trò. Cư dân thời kỳ đồ đá muộn của hang động Rose Cottage được biết đã săn bắt nhiều loài thú, bao gồm cả linh dương lam. Tộc người San (Bushman), linh dương lam là một loài động vật quan trọng, từ nghệ thuật khắc đá thời đó cho rằng những con vật này chứa quyền lực siêu nhiên.
Jan van Riebeeck đề cập đến một steinbok hoặc dê núi có sừng cong ngược gần Cape Town, trong khi Peter Kolb người Đức là người đầu tiên viết về sự tồn tại của một blaauwbok hoặc bluebuck năm 1719. Linh dương lam rõ ràng trên đường tuyệt chủng khi nhà tự nhiên học và thợ săn châu Âu cuối cùng đã phát hiện ra chúng. Phạm vi loài đã nhỏ khi người châu Âu đến định cư tại Cape Colony trong thế kỷ 17 và 18, lần đầu tiên nhìn thấy loài linh dương này. Nhà tự nhiên học người Thụy Điển Carl Peter Thunberg ghi nhận vào năm 1774, loài vật này đã trở nên hiếm hoi. Thợ săn và nông dân châu Âu săn bắt chủ yếu lấy bộ da linh dương. Thịt không béo, nói chung làm thức ăn cho chó, mặc dù thịt cũng ngon như thịt hươu. Theo nhà động vật học Đức Martin Lichtenstein, con linh dương lam cuối cùng tại Cape Province đã bị giết trong năm 1799/1800 ở quận Swellendam. Tuy nhiên, bằng chứng cho thấy một quần thể còn lại bị cô lập vẫn còn tồn tại tiếp tục ở phía bắc trong thế kỷ 18, và cá thể linh dương lam cuối cùng đã chết ở miền đông Free State hơn 50 năm sau đó.

## Tuyệt chủng
Trồng trọt tại Cape Colony và săn với súng cầm tay nhanh chóng phá hủy các đàn nhỏ cuối cùng. Linh dương lam biến mất trước thời kỳ đầu giá trưng bày tại bảo tàng lịch sử tự nhiên đã có khả năng sở hữu một số lượng mẫu vật lớn.

## Mẫu vật bảo tàng
Bốn bộ da linh dương lam tại Bảo tàng Lịch sử Tự nhiên Quốc gia "Naturalis" ở Leiden (Hà Lan), và tại bảo tàng lịch sử tự nhiên của Stockholm (Thụy Điển), Paris (Pháp) và Vienna (Áo). Không kể nhiều xương được khai quật trong suốt phạm vi cũ của loài vật này, có hai hộp sọ, tại Amsterdam (Hà Lan) và Glasgow (Vương quốc Anh), và ba cặp sừng, tại Uppsala (Thụy Điển), London (Vương quốc Anh) và Cape Town (Nam Phi). Không mẫu nào trong số các mẫu vật được ghi chép đúng.

## Họ hàng
Hai loài họ hàng thân của linh dương xanh lam là linh dương lang (H. equinus) và linh dương đen Đông Phi (H. niger). Mặc dù một số nhà tự nhiên trong quá khứ phân loại linh dương xanh lam chỉ đơn thuần là một phân loài của linh dương lang, nhưng ngày nay được chấp nhận là một loài riêng biệt, vì loài này và linh dương lang sinh sống trong cùng khu vực phân bố trên vùng đồng bằng ven biển phía tây nam Cape từ Oakhurst đến Uniondale vào đầu thế Holocene.